# Organización Juvenil Española
La Organización Juvenil Española (OJE) es un movimiento de voluntariado con una organización juvenil centrada en la educación no formal de los niños, jóvenes y adolescentes, para lo cual cuenta con su propio sistema formativo. La OJE es miembro fundador del Consejo de la Juventud de España. 

## Historia y evolución
Se fundó en 1960 como organización, dependiendo de la Secretaría General del Movimiento, pero sin personalidad jurídica propia. Tras la disolución de la Secretaría General del Movimiento en 1977, la OJE se inscribió formalmente en 1978 como asociación independiente   centrada en la educación no formal de los niños, jóvenes y adolescentes, para lo cual cuenta con su propio sistema formativo. La OJE es miembro fundador del Consejo de la Juventud de España.
Estuvo encuadrada en la Delegación Nacional como parte del Movimiento Nacional franquista, que por esas fechas se encontraba en una fase aperturista, con lo que experimentó una evolución, en paralelo a la que experimentaba la dictadura en sus últimos años.

movimiento fundado para la hermandad y entrenamiento de los jóvenes que deseen hacer de su vida un permanente acto
de servicio a la justicia y a la Patria, dentro del espíritu cristiano de nuestros mayores. (1960)

La última frase se cambió en 1974 por «dentro de los ideales que inspiran los Principios del
Movimiento Nacional».

la OJE es por su propia esencia, por su sentido, por su trayectoria, integradora y abierta a todos los jóvenes, sea cual fuere su peculiaridad ideológica y religiosa. (1967)

Desde el desmantelamiento del Movimiento Nacional tras la muerte de Franco (1975) y la Transición Española, continuó sus actividades de forma independiente, alterando sus estatutos y definición:

movimiento de juventud para el tiempo libre que, con una filosofía propia (USIA) y a través de técnicas pedagógicas
específicas, pretende la formación ciudadana de sus miembros en el respeto a la Constitución y a las Instituciones del Estado.

Mientras otros organismos del Movimiento Nacional, como la Sección Femenina o la Delegación de Sindicatos, fueron disueltas por orden expresa del Gobierno español, la OJE, cada vez más desideologizada e independiente, se desvinculó del Movimiento Nacional y del Estado para convertirse una asociación privada durante la transición española. En 1976 la OJE abandona la camisa azul y la boina roja que sólo llevaban los más mayores, los cadetes y guías. Al mismo tiempo se quita de las camisas el cisne bicéfalo de la Delegación de Juventud. Pero el cambio sustancial tiene lugar en 1977, cuando deja de ser un organismo público y se convierte en una Asociación inscrita en el correspondiente Registro. Desde entonces se define como "una organización independiente de cualquier partido político o confesión religiosa", independizándose de la retórica falangista, mantenida desde 1960 aunque, como se dice arriba, ya desde abril de 1974 se reformaron sus estatutos, concediéndole independencia orgánica y funcional, tras lo cual la OJE se posicionó en un talante autónomo dentro del Movimiento Nacional, y adoptando el sistema democrático surgido con la Constitución de 1978. En 1981 fue declarada Entidad de Utilidad Pública y con ese reconocimiento se mantiene en nuestros días.
En la actualidad pertenece al movimiento Scout europeo, como miembro de la Confederación Europea de Escultismo (CES), dentro del cual mantiene su propia personalidad.

## Simbología

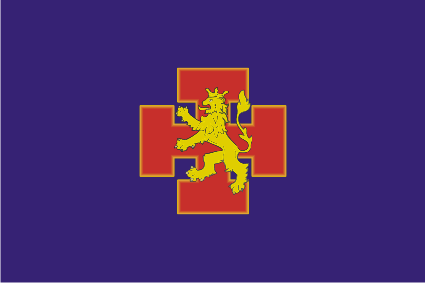
Bandera

Los símbolos de la Organización Juvenil Española son:
- Emblema: una cruz potenzada de gules en cuyo centro figura, en oro, un león rampante coronado —corona ducal abierta—, mirando a su derecha.
- Enseña: un rectángulo de azur en cuyo centro figura el emblema.
- Lema: «Vale quien sirve».
- Patrón: Fernando III el Santo, Rey de León y Castilla, patrono de la juventud.

## Uniformidad
El uniforme básico de la OJE, según el reglamento general de uniforme y distintivos, se compone de:
- Camisa gris niebla, con hombreras y bolsillos con solapas, con manga corta o larga. Cuando sea de manga larga y se use sin jersey, las mangas habrán de llevarse remangadas por encima del codo.
- Jersey: la mitad inferior en azul marino y la superior en «azul bandera», separadas por una cenefa «azul bandera» -roja-amarilla (de abajo arriba) en el cuerpo, y roja-«azul bandera»-bandera nacional-«azul bandera»-amarilla (de abajo arriba) en las mangas.
- Pantalón corto azul, con bolsillos laterales y posteriores (éstos con solapa), costuras marcadas y largo tipo «safari». De uso preceptivo en marchas, acampadas y campamentos.
- Pantalón largo o falda (para mujeres): En azul oscuro, de tergal o similar. La falda será recta y lisa. Tanto el pantalón largo como la falda se usarán únicamente cuando no sea preceptivo el uso del pantalón corto.
- Medias y calcetines: con pantalón corto, medias blancas de lana o similar. Con pantalón largo, calcetines negros. Con falda, medias de color natural. En actividad de montaña, medias rojas o jaspeadas de lana o similar.
- Cinturón con cinta de cuero negro y hebilla dorada tradicional con el emblema de la OJE.
- Calzado: con pantalón corto, botas tipo cleta «trekking» en colores sobrios (gris, azul, marrón, etc.); con pantalón largo o falda, zapato negro. Emblema OJE del bolsillo izquierdo de la camisa.

Emblema OJE del bolsillo izquierdo de la camisa.

## Filosofía
La Organización Juvenil Española tiene como objetivo cubrir el tiempo libre de sus afiliados con intención educativa, aprovechando estos momentos para completar su formación como ciudadanos libres y responsables. La base fundamental de su ideario es el servicio a los demás, principio del cual surge su lema Vale Quien Sirve. 
Los elementos que marcan la filosofía de la OJE son tres: la Promesa, la Usía y el Estilo.

Emblema boina con el lema

### Promesa
La promesa de la OJE es la expresión de su contenido ideológico fundamental y constituye el compromiso social de sus afiliados. Consta de once puntos que los afiliados se comprometen a cumplir en un acto que tiene lugar anualmente hacia el 30 de mayo, con motivo de la celebración de su patrón, el rey Fernando III el Santo.
[]
Los once puntos de la promesa son los siguientes:

PROMETO:
1. Amar a Dios y levantar sobre este amor todos mis pensamientos y acciones.
2. Servir a mi patria y procurar la unidad entre sus tierras y entre sus hombres.
3. Hacer de mi vida, con alegría y humildad, un acto permanente de servicio.
4. Sentir la responsabilidad de ser español dentro de la necesaria comunidad de los pueblos.
5. Recordar que el estudio y el trabajo constituyen mi aportación personal a la empresa común.
6. Vivir en hermandad con mis camaradas y ser sobrio en el uso de mis derechos y generoso en el cumplimiento de mis deberes.
7. Defender la justicia y luchar por imponerla aunque su triunfo signifique un mayor sacrificio para mí.
8. Afirmar la libertad en cada hombre sometiendo la mía al imperio de la norma justa y al respeto a mis superiores.
9. Mantener dignamente mi condición de joven y aceptar con gratitud las enseñanzas de mis mayores.
10. Honrar con la lealtad de mi conducta la memoria de todos los que ofrecieron su vida por una España mejor.
11. Perseverar y conservar frescas en la memoria cada mañana las anteriores afirmaciones, para sentirme activo en el seno de la Organización Juvenil Española.

### La Usía
La Usía de la OJE es el conjunto de actitudes que constituyen la respuesta en el presente del ideario de la organización contenido en la Promesa. Es, en resumen, una guía práctica para aplicar los once puntos de la Promesa en la vida diaria. De este modo, los afiliados de la OJE comparten unas posiciones comunes a la luz de los valores de la Promesa como resultado del análisis de una serie de realidades concretas: Dios, Hombre, Familia, Juventud, Sociedad, Naturaleza, Trabajo, Ocio, etc.

### El Estilo
El Estilo de la OJE es la forma de ser de sus afiliados, es decir, cómo estos plasman en la vida cotidiana los valores de la Promesa y las actitudes de la Usía. Este Estilo se traduce en que los afiliados observan una serie de pautas de comportamiento «elegante», tanto en su actuación individual como colectiva. El Estilo es el «saber estar», el mantener el comportamiento adecuado para cada circunstancia, aplicando el sentido común y los valores de respeto a los demás, de humildad y de elegancia: pulcritud en el vestir, la limpieza, las expresiones adecuadas, la disponibilidad, la alegría y la seguridad en sí mismos. En buena medida, este estilo se resume en la observancia permanente del lema de la organización: «Vale quien sirve».

## Edades
Los afiliados se distribuyen en grados según su edad. Así, existen:
- Flechas: desde los 6 a los 10 años.
- Arqueros: desde los 10 a los 14 años.
- Cadetes: desde los 14 a los 17 años.
- Guías: desde los 18 a los 30 años.
- Guías mayores: desde los 31 años en adelante.

## Actividades
Las actividades que realizan los afiliados de la OJE tienen siempre una finalidad formativa determinada, y pueden dividirse en cuatro áreas:

### Aire libre
Son aquellas actividades que se realizan en contacto más próximo con la naturaleza, a saber:
- Campamentos
- Albergues
- Marchas
- Acampadas
- Montañismo
- Senderismo
- Técnicas de Aire Libre (construcciones rústicas, cabuyería, orientación...)
- Conocimiento del medio natural
- Protección del medio ambiente

### Cultura y arte
Son aquellas que fomentan las expresiones culturales y artísticas, como:
- Talleres Manuales
- Prensa
- Radio
- Televisión
- Música
- Teatro
- Cine
- Fotografía
- Coleccionismo
- Visitas culturales

### Estudio y formación
Se centran en el desarrollo intelectual del afiliado. Por ejemplo:
- Cursos de Formación
- Foros
- Seminarios
- Mesas redondas
- Roldes
- Conferencias

### Deporte y recreo
Están formadas por el conjunto de juegos educativos y deportivos que se practican.

### Otras actividades
- Agrupaciones musicales, bandas de cornetas y tambores...
- Almogavería.
- Círculo Itaca.
- Campamentos nacionales.
- Nuevas tecnologías

### Operación "Ladrillo a Ladrillo"
Encabezado por la OJE, es un proyecto de ayuda a los campos de refugiados saharauis, que consiste en hacer realidad el Movimiento de Exploradores Saharauis dentro de El Aaiún, y que precisa hacer unas consideraciones previas, dimensionar el trabajo a realizar, identificar a los posibles miembros de esta asociación, cualificar a sus animadores (utilizando términos habituales allí).
Campo de Acción: Wilaya de El Aaiun, la ciudad más grande, con una población de cincuenta mil habitantes distribuidos en siete dairas y en cuatro barrios por cada daira. El proyecto está dirigido inicialmente a quinientos niños y niñas por cada daira, aproximadamente 3500 en total.

## Despliegue geográfico
La OJE cuenta con locales distribuidos por toda España, que reciben el nombre de «Hogares», aunque si el número de afilados es menor se denomina "Agrupación" y en caso de que sea aún menor se denomina "Núcleo". El Hogar es el punto de reunión de los afiliados a la Organización, donde realizan gran parte sus actividades de tiempo libre y desde donde salen a las excursiones, visitas y campamentos que periódicamente se programan.